# Fritz Aebersold
Fritz Aebersold (* 1914; † 2001) war ein Schweizer Künstler der Art brut/Outsider Art.

## Leben und Werk
Fritz Aebersold wuchs im Zürcher Sihlfeld auf. Er machte zuerst eine Lehre als Coiffeur, dann mit 29 Jahren als Mechaniker. Danach arbeitete er als Monteur für die Firma «Oil Therm».
Erst im Rentenalter wandte er sich der Malerei zu. Er arbeitete nach Reproduktionen von Kunstwerken, nach der Natur und nach eigenen Fotografien, aber auch nach seiner Fantasie. Nach dem Tod seiner ebenfalls malenden Frau Hélène Aebersold-Tissot trat er ins Krankenheim des Spitals in Bülach ein, wo er die letzten Lebensjahre verbrachte. Bereits zuvor musste er wegen eines Augenleidens mit dem Malen aufhören.
Eine Werkgruppe von Aebersold befindet sich im Museum im Lagerhaus in St. Gallen.